# Valencia (Bukidnon)
Valencia is een stad in de Filipijnse provincie Bukidnon op het eiland Mindanao. Bij de laatste census in 2007 had de stad bijna 163 duizend inwoners.

## Geografie

### Bestuurlijk indeling
Valencia is onderverdeeld in de volgende 31 barangays:
| - Bagontaas - Banlag - Barobo - Batangan - Catumbalon - Colonia - Concepcion - Dagat-Kidavao - Guinoyuran - Kahapunan - Laligan | - Lilingayon - Lourdes - Lumbayao - Lumbo - Lurogan - Maapag - Mabuhay - Mailag - Mt. Nebo - Nabago | - Pinatilan - Poblacion - San Carlos - San Isidro - Sinabuagan - Sinayawan - Sugod - Tongantongan - Tugaya - Vintar |

## Demografie
Valencia had bij de census van 2007 een inwoneraantal van 162.745 mensen. Dit zijn 14.821 mensen (10,0%) meer dan bij de vorige census van 2000. De gemiddelde jaarlijkse groei komt daarmee uit op 1,33%, hetgeen lager is dan het landelijk jaarlijks gemiddelde over deze periode (2,04%). Vergeleken met de census van 1995 is het aantal mensen met 34.122 (26,5%) toegenomen.
De bevolkingsdichtheid van Valencia was ten tijde van de laatste census, met 162.745 inwoners op 587,29 km², 277,1 mensen per km².
Baungon · Cabanglasan · Damulog · Dangcagan · Don Carlos · Impasug-Ong · Kadingilan · Kalilangan · Kibawe · Kitaotao · Lantapan · Libona · Malaybalay · Malitbog · Manolo Fortich · Maramag · Pangantucan · Quezon · San Fernando · Sumilao · Talakag · Valencia